# Axis of Advance
Axis of Advance var et black metal/teknisk dødsmetal-band fra Canada. Det blev dannet i 1998 og varede indtil oktober 2008. Tidligere var bandet kendt som Sacramentary Abolishment indtil deres trommeslager Paulus Kressman forlod bandet hvorefter de skiftede navn. Den nye trommeslager J.Read bliver betegnet som sessionsmusiker selv om hans rolle i bandet har været permanent.

## Diskografi

### Studiealbum
- 2001: Strike
- 2002: The List
- 2004: Obey

### Ep'er
- 1999: Landline
- 2001: Awaiting the Glorious Damnation of Mankind (split med Garwall, Demon Realm og F.R.O.S.T.)
- 2006: Purify